# 天野貴元
天野 貴元（あまの よしもと、1985年10月5日 - 2015年10月27日）は、日本のアマチュア将棋選手。日本将棋連盟奨励会元三段。奨励会時代は石田和雄門下。東京都八王子市出身。

## 来歴
- 一般企業に勤務する父と高校で教員を務める母の間に一人息子として生まれ育つ。
- 1996年 小学生将棋名人戦に準優勝後、11歳で新進棋士奨励会に入会して「天才」と呼ばれた。その後、16歳で三段に昇段。
- 2012年 26歳で年齢規定により奨励会を退会。三段リーグにおける通算成績は19期342戦で162勝180敗。
- 奨励会を退会後は、会社に勤務しながらアマチュアの将棋大会に出場した、また、麻雀でもアマチュアとして活躍した。
- 2013年 27歳でステージ4の舌癌と診断される。舌の大部分を切除し言語障害が残る。
- 2014年 5月に行われた第36回全国アマチュア将棋レーティング選手権で優勝、奨励会退会後の全国大会初優勝であった。7月、自らの奨励会時代を綴った自伝的小説『オール・イン』で第26回将棋ペンクラブ大賞文芸部門大賞を受賞[2]。11月にはしんぶん赤旗全国囲碁・将棋大会（赤旗名人戦）で優勝、奨励会三段リーグ編入試験の受験資格を得る[1]。
- 2015年 2月〜3月にかけて行われた編入試験に挑むも4勝3敗で編入に失敗[3]。
- 2015年6月にはアマ竜王戦東京大会に東京都代表として出場。その後も全国の将棋大会に参加し続けていた。
- 2015年10月27日午前0時02分、多臓器不全のため死去[2]。30歳没。10月31日に通夜が、11月1日に告別式が、いずれも宝泉寺別院で執り行われた。

## 棋風
- 得意戦法は棒銀。晩年は奇襲戦法の嬉野流を深く研究していた。

## 人物・エピソード
- 奨励会三段時代から、ブログ「あまノート」を開設したり、Twitter及びFacebookのアカウントを開設したりして、積極的に情報を発信していた。
- 奨励会三段リーグは自身にとって相当厳しかったものであったらしく、在籍時、10代にして酒と煙草と麻雀を覚えてしまったとの事。当時は1日に3〜6箱程度吸う程のヘビースモーカーだった。後に自らのブログにて「喫煙が絶対に悪いとは思わないし、それが直接疾患に繋がったとは断定出来ないが、あの時、1日1箱ぐらいにしておけば恐らくいきなり末期癌なんて事にはまずならなかった様に思う」旨回顧している。
- 将棋クエストの番組「奇襲研究所 〜嬉野流編〜」発売記念イベント 検証!!嬉野流は本当に勝てるのか？(2015年5月22日放送)では、嬉野流縛りながらネットユーザー相手に、11戦全勝を果たした。対戦相手には、井上輝彦もいた。
- 2014年2月に自らの名を冠した日本将棋連盟天野支部を設立。支部長となり天野杯という大会を開催するなどしていた。また天野チルドレンを結成し、自らもその一員として東京アマチュア将棋連盟が主催する社会人団体リーグ(通称：社団戦)に参加していた。
- 2014年5月頃に癌の肺への転移が確認され余命宣告を受けていた事が後に判明している。晩年は癌による体力の低下が著しく、通院の際は車で寝たきりのままであったり、長く歩けなくなるまでになっていた。将棋も満足に指せなくなっていく中、それでも病を押して全国の将棋大会に参加するなどしており、死後、そのひたむきな姿がメディアで取り上げられると多くの人々の共感を呼んだ。
- 三段リーグ編入試験の初日（第1・2局）には和服を着用して対局に臨み、2敗を喫して後がなくなった3日目（第5・6局）以降は頭髪を丸刈りにして対局に臨んだ。
- 人望も厚く、彼の将棋に対する情熱に惹かれ、支援者や上述の天野チルドレンたちのように彼を慕う者も少なからずいた。死後もその遺志は受け継がれており、天野チルドレンは2016年以降も社団戦への出場を続けている。また頻度は少ないが天野杯も継続して開催されており、支部名も天野支部から変わっていない。
- 実父の証言によると、死去の約9時間前に意識が明瞭な状態になり、両親と共に幼い頃の思い出や「海外で将棋を普及したい」とする夢を語り、それからしばらくして閉じた目を開き、「生んでくれてありがとう。30まで生きて良かったよ。」と語ったという。

## 出演
- 将棋ニュースプラス ご主人様、王手です。
- ザ・ノンフィクション 生きて 〜天野貴元30歳〜（2016年4月3日）

## 書籍
- オール・イン 実録・奨励会三段リーグ (宝島社、2014年、ISBN 978-4800219374)
- 奇襲研究所 嬉野流編 (マイナビ、2015年、ISBN 978-4839955694)